# ألجيرنون سيدني سوليفان
ألجيرنون سيدني سوليفان (بالإنجليزية: Algernon Sydney Sullivan)‏ هو محامي أمريكي، ولد في 1826، وتوفي في 1887.